# Rirette Maîtrejean
Pour les articles homonymes, voir Maîtrejean.
Anna Estorges, alias Rirette Maîtrejean, née le 14 août 1887 à Saint-Mexant et morte le 14 juin 1968 à Limeil-Brévannes est une anarchiste individualiste et illégaliste qui a fait partie de la Bande à Bonnot.

## Biographie
Anna Estorges est la fille de Martin Estorges (1858-1903), maçon, et de Jeanne Brunie (1864-?), cultivatrice,.
À seize ans, elle perd son père et ne peut, faute d'argent, devenir institutrice.
Refusant un mariage arrangé par sa mère, elle arrive à Paris en 1904. Elle y découvre la vie des couturières, mais prend des cours à la Sorbonne, puis dans les universités populaires qui fleurissent alors (la première a été créée par l'anarchiste Georges Deherme).
À Paris, elle rencontre Louis Auguste Maîtrejean (1880-1953), sellier.
Le 16 janvier 1906, elle donne naissance à leur première fille, Henriette Maîtrejean (1906-1978). Puis, le 13 septembre 1906,, ils se marient dans le 20e arrondissement de Paris. Le 24 novembre 1906, elle donne naissance à leur deuxième fille, Sarah (surnommée Chinette) Maîtrejean (1906-1985). Louis et Rirette se séparent en 1908, après trois ans de vie commune et divorcent le 6 novembre 1913. Le mode de vie qui est le sien au cours de cette période ne la satisfait pas et ne la nourrit pas intellectuellement.

### Milieu anarchiste individualiste
Elle fréquente les Causeries populaires animées par Albert Libertad qui édite le journal L'Anarchie et se joint aux sorties champêtres organisées par les individualistes qui prônent l'amour libre.

Si elle s'épanouit dans ce milieu, elle constate que la condition des femmes n'y est pas aisée : 

« J'allais droit vers les intellectuels ; avec eux, au moins, on peut causer. Les causeries tiennent dans la vie d'anarchiste une très grande place. J'avais à prendre une étiquette. Serais-je individualiste ou communiste ? Je n'avais guère le choix. Chez les communistes la femme est réduite à un tel rôle qu'on ne cause jamais avec elle, même avant. Il est vrai que chez les individualistes ce n'était guère différent. L'individualisme, pourtant, eut mes préférences »

C'est dans ce milieu qu'elle rencontre Maurice Vandamme, dit Mauricius, un des principaux collaborateurs du journal L'Anarchie, ainsi que Viktor Lvovitch Kibaltchich, plus connu sous le nom de Victor Serge, qui devient son compagnon à partir de 1909. Avec ce dernier, elle partage engagements et activités anarchistes.

Collaboratrice active du journal L'Anarchie, Rirette en prend la direction aux côtés de Viktor Lvovitch Kibaltchich, à Romainville pendant trois mois puis à Paris : 

« À l'anarchie, les salaires de tous les collaborateurs sont égaux. Chacun a droit au logement, à la nourriture, au blanchissage. D'argent, pas un sou. »

Le 30 juillet 1908, durant la grève de Draveil-Villeneuve-Saint-Georges, alors qu'elle prend part à une manifestation de solidarité avec les terrassiers, le cortège est violemment chargé par un régiment de dragons qui n'hésite pas à tirer sur la foule, provoquant quatre morts et deux cents blessés, dont Rirette Maîtrejean qui est sérieusement atteinte à une jambe.

### Le procès de la bande à Bonnot

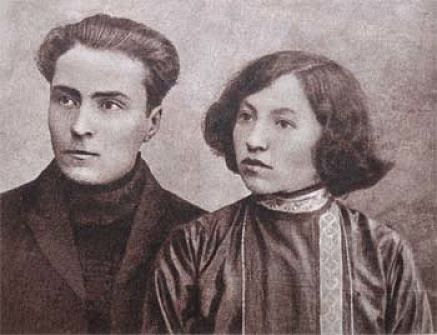
Victor Serge et Rirette Maîtrejean.

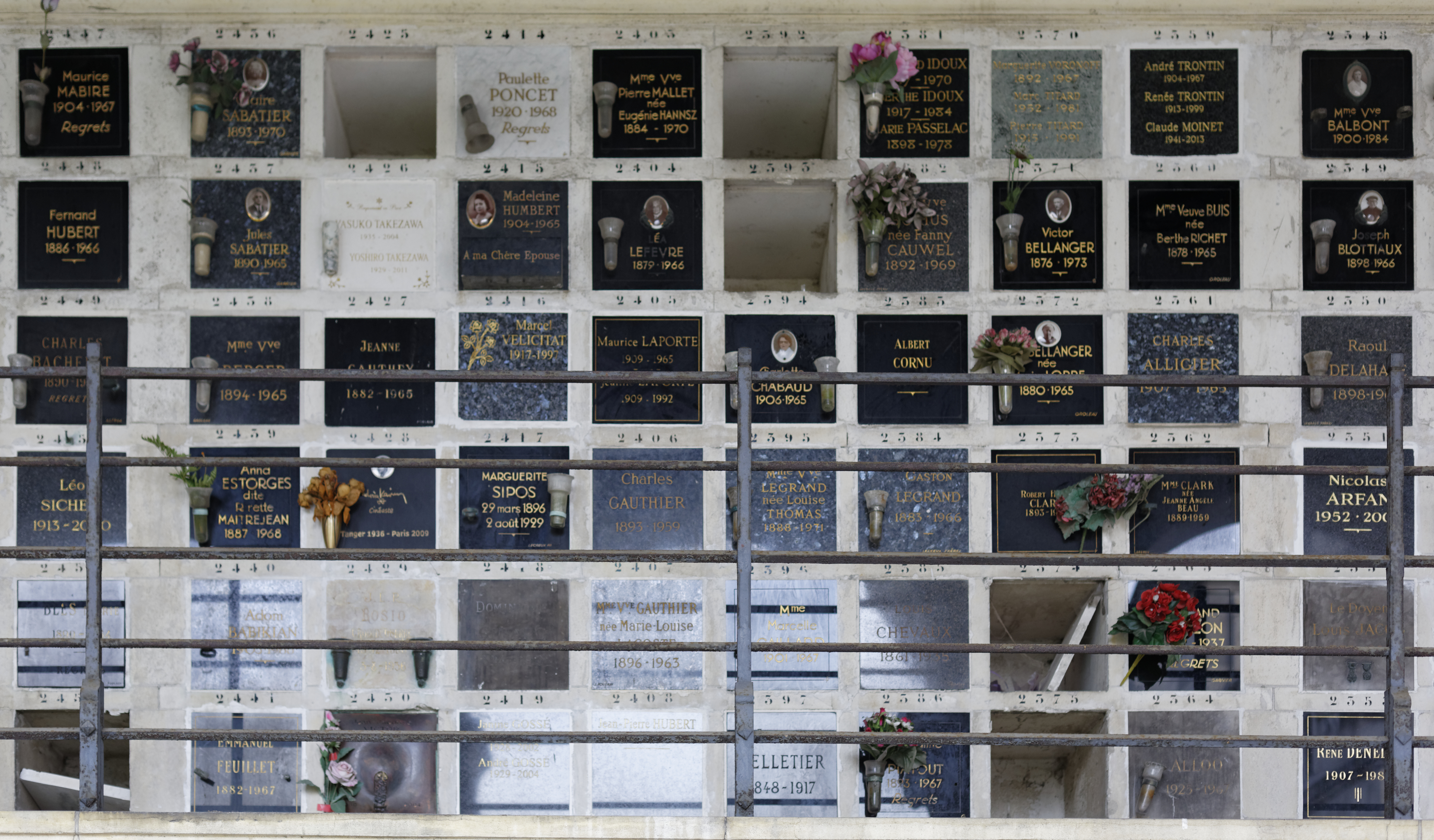
Caveau au cimetière du Père-Lachaise.

Le 31 janvier 1912, Rirette et Victor sont perquisitionnés par la police dans le cadre de l'enquête sur la bande à Bonnot. Rirette Maîtrejean subit plusieurs interrogatoires avant d'être placée en détention le 25 mars 1912 pour un recel de revolvers, alors que la bande poursuit une escalade sanglante à Chantilly.

Elle est incarcérée pendant un an à la prison Saint-Lazare. Après dix jours passés dans un dortoir où vivent trente à quarante détenues, elle est placée dans une pistole, une cellule de six lits qui lui permet de vivre dans des conditions d'incarcération moins difficiles. Elle sera marquée par la présence des sœurs, leur gentillesse et leur bonté : 

« Dussent mes bons amis les anarchistes en hurler, j'ai conservé d'elles le plus tendre, le plus doux, le plus réconfortant souvenir. Pendant l'année que je passai à Saint-Lazare, elle ne furent pour moi que bonté. Connaissant mon goût pour les fleurs mortes; elles m'apportaient délicatement les fleurs fanées de la chapelle de la Vierge. »

En février 1913, elle est jugée dans le procès des survivants de la bande. Elle est acquittée mais Victor Serge est condamné à 5 ans de prison. Elle l’épouse le 3 août 1915, à Melun,, alors qu'il purge sa peine. Libéré en janvier 1917, Victor Serge est expulsé de France. Il rejoint alors Barcelone, puis se brouille avec son épouse avant de rejoindre la Russie bolchevique.
À sa sortie de prison, elle livre au journal Le Matin ses Souvenirs d'anarchie (19 au 31 août 1913), qui dépeignent le milieu individualiste et ses rencontres. La description amère qu'elle en fait lui sera vivement reprochée. Elle y expose notamment la divergence des idées et des modes d'action, et ses réserves quant à l'illégalisme.

### Poursuite de son engagement après son incarcération
Forcée de subvenir aux besoins de ses deux filles, elle cherche un emploi salarié et travaille comme typographe, avant de devenir correctrice de presse à Paris Soir et d'intégrer le syndicat des correcteurs en 1923. Elle y fréquente de nombreux anarchistes.
Le 22 août 1927, son mariage avec Victor Serge est dissous par jugement du tribunal de la Seine.
Durant les années 1930, elle s'installe au Pré-Saint-Gervais et vit avec Maurice Merle, syndicaliste des usines Renault, et collabore à La Revue anarchiste. Elle s'engage aussi avec de nombreux intellectuels pour faire libérer Victor Serge du goulag où l'avait envoyé Staline.
Après la Seconde Guerre mondiale, elle se lie d'amitié avec Albert Camus. Selon Lou Marin, c'est elle qui fait découvrir à Camus la pensée libertaire et les milieux anarchistes. Elle travaille comme correctrice au journal Libération, jusqu'en 1953, puis aux Éditions Flammarion.
Elle participera encore, en 1959, au journal Liberté fondé par Louis Lecoin.
Elle devient progressivement aveugle à la fin de sa vie. Elle meurt le 14 juin 1968. Ses cendres sont déposées dans le caveau no 2439 du columbarium du Père-Lachaise.

## Œuvre
- Souvenirs d'anarchie : la vie quotidienne au temps de la bande à Bonnot à la veille de 1914[16], Quimperlé, La Digitale, 2005  (ISBN 2-903383-53-7)[17]

#### Ouvrages
- Anne Steiner, Les en-dehors : anarchistes individualistes et illégalistes à la Belle époque, Montreuil, L'Echappée, coll. « Collection Dans le feu de l'action », 2008 (réimpr. 2019), 254 p. (ISBN 978-2-915-83013-2, OCLC 227153104).
- Collectif, La Bande à Bonnot : l'anarchie ou l'argent, Place des Éditeurs, 2013, extraits en ligne.
- Anne Steiner, Rirette l'insoumise, Tulle, Mille Sources, 2013  (ISBN 978-2909744292).
- Dictionnaire des anarchistes, « Le Maitron » : notice biographique.
- Dictionnaire biographique, mouvement ouvrier, mouvement social : notice biographique.
- Anne Steiner, Les Anarchistes, corpus individualistes, Dictionnaire biographique Maitron, Centre d'histoire sociale, 15 avril 2014, voir en ligne.

#### Articles
- Anne Steiner, « Une femme libre à la Belle Époque », Quartiers libres, no 105, 2005, texte intégral..
- (en) John Simkin, « Rirette Maitrejean », Spartacus Educational,‎ septembre 1997 (lire en ligne).
- Alain Albinet, « Née dans une ferme de Saint-Mexant, Anna Estorges a été jugée avec la célèbre bande à Bonnot », La Montagne,‎ 5 février 2017 (lire en ligne).
- L'Éphéméride anarchiste : notice biographique.
- Lea Bucci, « Trois figures de femmes anarchistes à (re)découvrir », sur madmoiZelle.com, 9 novembre 2015

### Télévision
- Jacques Rozier, Cinéastes de notre temps : Jean Vigo, interview de Rirette Maîtrejean, 1964.

### Radio
- Stéphanie Duncan, Patrick Pécherot, « Rirette Maîtrejean : du col claudine à la bande à Bonnot », sur France Inter, 5 juin 2016.
- « Rirette Maîtrejean, l'insoumise », sur France Culture, 5 décembre 2020 (consulté le 23 juillet 2023).